# Calcul de la date de Pâques
| Année | Occident  | Orient   |
| ----- | --------- | -------- |
| 2000  | 23 avril  | 30 avril |
| 2001  | 15 avril  | 15 avril |
| 2002  | 31 mars   | 5 mai    |
| 2003  | 20 avril  | 27 avril |
| 2004  | 11 avril  | 11 avril |
| 2005  | 27 mars   | 1er mai  |
| 2006  | 16 avril  | 23 avril |
| 2007  | 8 avril   | 8 avril  |
| 2008  | 23 mars   | 27 avril |
| 2009  | 12 avril  | 19 avril |
| 2010  | 4 avril   | 4 avril  |
| 2011  | 24 avril  | 24 avril |
| 2012  | 8 avril   | 15 avril |
| 2013  | 31 mars   | 5 mai    |
| 2014  | 20 avril  | 20 avril |
| 2015  | 5 avril   | 12 avril |
| 2016  | 27 mars   | 1er mai  |
| 2017  | 16 avril  | 16 avril |
| 2018  | 1er avril | 8 avril  |
| 2019  | 21 avril  | 28 avril |
| 2020  | 12 avril  | 19 avril |
| 2021  | 4 avril   | 2 mai    |
| 2022  | 17 avril  | 24 avril |
| 2023  | 9 avril   | 16 avril |
| 2024  | 31 mars   | 5 mai    |
| 2025  | 20 avril  | 20 avril |
| 2026  | 5 avril   | 12 avril |
| 2027  | 28 mars   | 2 mai    |
| 2028  | 16 avril  | 16 avril |
| 2029  | 1er avril | 8 avril  |
| 2030  | 21 avril  | 28 avril |
| 2031  | 13 avril  | 13 avril |
| 2032  | 28 mars   | 2 mai    |
| 2033  | 17 avril  | 24 avril |
| 2034  | 9 avril   | 9 avril  |
| 2035  | 25 mars   | 29 avril |
| 2036  | 13 avril  | 20 avril |
| 2037  | 5 avril   | 5 avril  |
| 2038  | 25 avril  | 25 avril |
| 2039  | 10 avril  | 17 avril |
| 2040  | 1er avril | 6 mai    |

Le calcul de la date de Pâques permet de déterminer le dimanche de Pâques et la date des fêtes associées comme l'Ascension et la Pentecôte. Pâques est le dimanche qui suit la première pleine lune du printemps, c'est-à-dire selon la définition établie par le Concile de Nicée en 325 :

« Pâques est le dimanche qui suit le 14e jour de la Lune qui atteint cet âge le 21 mars ou immédiatement après. »

Selon cette définition, Pâques tombe entre le 22 mars et le 25 avril de chaque année.

## Histoire
La fête de Pâques étant considérée comme fondamentale pour tous les chrétiens, plusieurs synodes, en Palestine et en Syrie, sont organisés pour tenter de trouver une date commune. Dès le IIIe siècle, Anatole de Laodicée, Irénée de Lyon et Hippolyte de Rome suggèrent déjà des solutions, se fondant sur des cycles de durée différente. En 314, le concile d'Arles déclare que : « la Pâque du Seigneur sera observée le même jour par tous. »

En 325, le concile de Nicée clarifie la situation et s'accorde sur la définition suivante : « Pâques est le dimanche qui suit le 14e jour de la Lune qui atteint cet âge le 21 mars ou immédiatement après. »

Plusieurs méthodes sont alors imaginées pour calculer cette date.

## Méthode moderne
De nombreux logiciels mettent en œuvre la méthode moderne de calcul de la date de Pâques dans le calendrier grégorien, appelée méthode de Butcher-Meeus.
Le calcul peut être effectué avec un simple tableur comme expliqué ci-dessous, avec pour exemple l'année 2006.
Cet article présente de façon détaillée le calcul de la date de Pâques grégorienne selon la méthode de Butcher-Meeus. Cette description est rédigée sous forme algorithmique, n'utilisant que des opérations arithmétiques élémentaires et sans référence à quelque langage de programmation que ce soit. Toute personne désirant programmer cet algorithme devra rechercher les instructions appropriées dans le langage ou le logiciel qu'il utilise. Cet algorithme ne nécessite nulle programmation compliquée : l'usage d'un simple tableur est suffisant. Quoique cette présentation ait fait l'objet de vérifications minutieuses, elle est, en tout état de cause, fournie en l'état ; il appartient à l'utilisateur de s'assurer de son exactitude et de son adéquation à ses usages.
Si Année ≥ 1583 alors :
| Dividende              | Diviseur | Quotient | Reste | Explication                 |
| ---------------------- | -------- | -------- | ----- | --------------------------- |
| Année                  | 19       |          | n     | cycle de Méton              |
| Année                  | 100      | c        | u     | centaine et rang de l'année |
| c                      | 4        | s        | t     | siècle bissextile           |
| c + 8                  | 25       | p        |       | cycle de proemptose         |
| c - p + 1              | 3        | q        |       | proemptose                  |
| 19 n + c - s - q + 15  | 30       |          | e     | épacte                      |
| u                      | 4        | b        | d     | année bissextile            |
| 2 t + 2 b - e - d + 32 | 7        |          | L     | lettre dominicale           |
| n + 11 e + 22 L        | 451      | h        |       | correction                  |
| e + L - 7 h +114       | 31       | m        | j     |                             |

Si m = 3, le dimanche de Pâques est le (j + 1) mars
Si m = 4, le dimanche de Pâques est le (j + 1) avril
Exemple pour l'année 2006
| Dividende              | Valeur Dividende | Diviseur | Quotient | Valeur Quotient | Reste | Valeur Reste |
| ---------------------- | ---------------- | -------- | -------- | --------------- | ----- | ------------ |
| Année                  | 2006             | 19       |          |                 | n     | 11           |
| Année                  | 2006             | 100      | c        | 20              | u     | 6            |
| c                      | 20               | 4        | s        | 5               | t     | 0            |
| c + 8                  | 28               | 25       | p        | 1               |       |              |
| c - p + 1              | 20               | 3        | q        | 6               |       |              |
| 19 n + c - s - q + 15  | 233              | 30       |          |                 | e     | 23           |
| u                      | 6                | 4        | b        | 1               | d     | 2            |
| 2 t + 2 b - e - d + 32 | 9                | 7        |          |                 | L     | 2            |
| n + 11 e + 22 L        | 308              | 451      | h        | 0               |       |              |
| e + L - 7 h +114       | 139              | 31       | m        | 4               | j     | 15           |

m = 4, donc mois = avril ;
j = 15, donc le quantième du dimanche de Pâques est le 16 ; soit 16 avril 2006.
(Nota : pour l'année 2018, on obtient m = 4 et j = 0, donc le dimanche de Pâques est le 1er avril.)

### Exemple de fonction intégrée dans tableur
Dans le tableur LibreOffice, la fonction "DIMANCHEDEPAQUES" permet de calculer la date de Pâques en indiquant l'année.
=DIMANCHEDEPAQUES(année) (où "année" représente un nombre entier compris entre 1583 et 9956).
Le nom de la fonction dépend de la localisation : par exemple, en localisation en_US.UTF-8 la fonction est appelée par =EASTERSUNDAY(année) et fournit une date en chiffres sous la forme MM/JJ/AA.